# Contractus lex
Contractus lex és una locució llatina que significa llei del contracte i que es fa servir per referir-se al principi general del dret civil que estableix que el contracte és norma jurídica vàlida entre les parts. També es pot dir que el contracte és llei entre parts. La definició actual determina que el contracte crea una vinculació basada en l'ordenament jurídic entre les parts contractants així com una vinculació per determinats beneficiaris del contracte (contracte a favor de tercers) basada en l'autonomia de la voluntat.